# المدارة (مودية)

تعديل مصدري - تعديل

المدارة هي إحدى قرى عزلة مودية بمديرية مودية التابعة لمحافظة أبين، بلغ تعداد سكانها 425 نسمة حسب تعداد اليمن لعام 2004.